# Vinny Rottino
Vincent Antonio Rottino (né le 7 avril 1980 à Racine, Wisconsin, États-Unis) est un joueur d'utilité au baseball. 
Il joue professionnellement dans la Ligue majeure de baseball de 2006 à 2008 et de 2011 à 2012, au Japon en 2013 et en Corée du Sud en 2014.

## Carrière
Vinny Rottino signe son premier contrat professionnel en 2003 avec les Brewers de Milwaukee. Il fait ses débuts dans le baseball majeur avec ce club le 1er septembre 2006. Face aux Marlins de la Floride le 3 septembre, le nouveau joueur des Brewers réussit son premier coup sûr au plus haut niveau, aux dépens du lanceur Matt Herges.
Rottino ne dispute que 18 parties pour Milwaukee sur trois saisons, jouant surtout dans les ligues mineures.
Joueur natif de l'État du Wisconsin, où évoluent les Brewers, Rottino est de descendance italienne et est le receveur de l'équipe d'Italie qui dispute la Classique mondiale de baseball au début de l'année 2009.
Le 31 juillet 2009, Rottino passe aux Dodgers de Los Angeles en retour du lanceur droitier Claudio Vargas et termine la saison de baseball dans les mineures avec le club-école de Chattanooga. Il rejoint en novembre les Marlins de la Floride et passe deux années dans les mineures, étant rappelé par le grand club pour huit matchs en 2011.
En novembre 2011, Rottino signe un contrat des ligues mineures avec les Mets de New York et reçoit une invitation à leur camp d'entraînement du printemps suivant.
Considéré comme un joueur d'utilité, Rottino se distingue par son habileté à évoluer à plusieurs positions différentes sur le terrain. Ce joueur au parcours atypique évolue aussi bien au troisième but qu'au premier but ou au champ extérieur, avant d'ajouter la position de receveur à partir de la saison 2008.
Il dispute 18 parties pour les Mets en 2012 avant de passer aux Indians de Cleveland via le ballottage le 27 juin. Il dispute 18 matchs des Indians en 2012.
En 2013, Rottino évolue pour les Orix Buffaloes de la Ligue du Pacifique, au Japon.
En 2014, il s'aligne en Corée du Sud avec les Nexen Heroes de l'Organisation coréenne de baseball.
De retour aux États-Unis en 2015, il joue en ligue mineure avec les Zephyrs de La Nouvelle-Orléans, un club-école des Marlins de Miami.